# Platypalpus lupatus
Platypalpus lupatus är en tvåvingeart som beskrevs av Axel Leonard Melander 1902. Platypalpus lupatus ingår i släktet Platypalpus och familjen puckeldansflugor.
Artens utbredningsområde är New Mexico. Inga underarter finns listade i Catalogue of Life.